# Trichopria verticillata
Trichopria verticillata is een vliesvleugelig insect uit de familie van de Diapriidae. De wetenschappelijke naam van de soort is voor het eerst geldig gepubliceerd in 1805 door Latreille.